# ニコライ・ダーリ

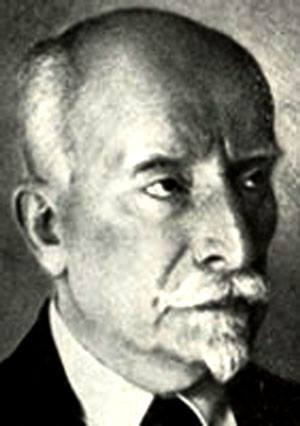
ニコライ・ダーリ《1915年頃撮影》

ニコライ・ヴラディミロヴィチ・ダーリ（Николай Владимирович Даль / Nikolai Vladimirovich Dahl, 1860年7月17日 - 1939年）はロシアの医師。1887年にモスクワ大学を卒業した後、モスクワ市内で開業医として働いた。専門は神経学、精神医学、心理学。音楽に興味を持ち、優れたアマチュアのヴィオラ奏者でもあった。
ダーリは作曲家セルゲイ・ラフマニノフの治療を行ったことで知られる。ラフマニノフは交響曲第1番の作曲で酷評を受け、神経衰弱に陥り創作活動が続けられなくなった。1900年1月、ダーリは催眠療法と心理療法を用いて3ヶ月以上にわたる治療を開始した。ダーリの治療と家族の支えにより快復したラフマニノフは、後にピアノ協奏曲第2番を作曲し、ダーリに献呈した。（この曲の初演時、いつまでも鳴りやまない拍手を聴きながら楽屋でダーリは「あなたのピアノ協奏曲は・・・」とラフマニノフに話しかけたところラフマニノフは「いや、あなたのピアノ協奏曲です」と返したそうである。）
オスロ・フィルハーモニー管弦楽団は、1999年と2001年の小冊子でダーリをノルウェー人であるとした。この主張は後にノルウェー医師会会誌の記事で否定されている。